# Polystichum myer-dreesii
Polystichum myer-dreesii är en träjonväxtart som beskrevs av Edwin Bingham Copeland. Polystichum myer-dreesii ingår i släktet Polystichum och familjen Dryopteridaceae. Inga underarter finns listade.